# 2-Methylglutarsäure
2-Methylglutarsäure (2-Methylpentandisäure) ist eine wasserlösliche α,ω-Dicarbonsäure, die sich von der Glutarsäure ableitet und in 2-Stellung eine Methylgruppe trägt. Die bei der Synthese als Racemat anfallende chirale Dicarbonsäure ist aus γ-Valerolacton, einer Plattformchemikalie aus nachwachsenden Rohstoffen gut zugänglich.

## Herstellung
Die erste Synthese von 2-Methylglutarsäure wurde bereits 1878 berichtet. Bei der Reaktion von 2-Methyl-3-oxo-butansäure-ethylester (Ethyl-2-methylacetoacetat) mit 3-Iodpropionsäure-ethylester entsteht der entsprechende β-Ketoester, der nach Säurespaltung mit konzentrierter Kalilauge und anschließendem Ansäuern mit verdünnter Schwefelsäure in Essigsäure und 2-Methylglutarsäure übergeht.
Die Synthese von 2-Methylglutarsäure aus Lävulinsäure – der Vorstufe von γ-Valerolacton – wurde 1886 beschrieben. Die Addition von Blausäure an Lävulinsäure führt zum entsprechenden Cyanhydrin 4-Hydroxy-4-cyanovaleriansäure. Mit verdünnter Schwefelsäure wird die Cyano- zur Carboxygruppe hydrolysiert und zur 2-Methyl-pent-2-ensäure dehydratisiert, die anschließend zur 2-Methylpentansäure hydriert wird.
Ebenfalls im Jahr 1886 wurde die Reaktion von γ-Valerolacton mit Cyanwasserstoff zur Cyanvaleriansäure und weiter zur 2-Methylglutarsäure beschrieben.
Auf einem ebenfalls 1896 publizierten Syntheseweg wird analog der Wislicenus-Synthese von 1878 anstelle des methyl-substituierten Acetessigesters der Dimethylester der Methylmalonsäure mit 3-Iodpropionsäuredimethylester in einer Malonestersynthese mit Natriummethanolat zum Triester umgesetzt und anschließend mit Schwefelsäure zur 2-Methylglutarsäure hydrolysiert.
Eine Variante dieses Synthesewegs stellt die Michael-Addition von Malonsäurediethylester an Methacrylsäureethylester in Gegenwart von Natriumethanolat dar. Der erhaltene Triester wird mit konzentrierter Salzsäure hydrolysiert.
Die in industriellem Maßstab durchgeführte Hydrocarboxylierung von 1,3-Butadien mit Kohlenmonoxid in Gegenwart von Rhodium-Katalysatoren und Iodwasserstoff als Promotor führt im ersten Schritt zu 3-Pentensäure und bei weiterer Reaktion mit CO in Gegenwart von Rhodium-Komplexen, Methyliodid als Promotor, Dichlormethan und geringen Wassermengen oder in Gegenwart von Iridium-Komplexen, Iodwasserstoff, Essigsäure und Wasser (neben nicht umgesetzter 3-Pentensäure und den isomeren 2- und 4-Pentensäure) zu einem Gemisch von Adipinsäure, γ-Valerolacton, Valeriansäure, 2-Ethylbernsteinsäure, Dimethylbernsteinsäure und ca. 17 % 2-Methylglutarsäure.
Diese Reaktion wurde als Route zu Adipinsäure als Dicarbonsäurebaustein für Nylon 6,6 intensiv untersucht, hat sich aber wegen der für eine kommerzielle Nutzung zu geringen Ausbeute des Zielprodukts nicht durchgesetzt.
Aus dem technischen Gemisch der Hydrocarboxylierung lässt sich 2-Methylglutarsäure z. B. durch Vakuumdestillation in Form seines cyclischen Anhydrids (2-Methylglutarsäureanhydrid) isolieren.
Analog zur Hydrocarboxylierung von Butadien mit CO erzeugt Hydrocyanierung mit Cyanwasserstoff an einem Palladium-Kontakt über das Zwischenprodukt 3-Pentennitril ein 2-Methylglutaronitril-enthaltendes Gemisch, das zur 2-Methylglutarsäure hydrolysiert werden kann.
Ein Produktgemisch ähnlicher Zusammensetzung erhält man bei der Reaktion von γ-Valerolacton mit Kohlenmonoxid in Essigsäure-Lösung mit Bromwasserstoff als Promotor.
Unter Standard-Reaktionsbedingungen (30 °C, Atmosphärendruck) für eine Stunde reagiert γ-Valerolacton mit Kohlenmonoxid in Gegenwart der (außerordentlich giftigen und ätzenden) Supersäure Fluor-Antimonsäure HSbF6 (im Molverhältnis HF/SbF5 1:2,3) in fast quantitativer Ausbeute zu 2-Methylglutarsäure.

## Eigenschaften
2-Methylglutarsäure ist ein geruchloser, weißer, wasserlöslicher, in verwachsenen Prismen kristallisierender Feststoff. In der frühen Literatur wurde die Säure auch als sehr leicht löslich in Ethanol und Diethylether beschrieben. Die chirale Dicarbonsäure liegt als Produkt der chemischen Synthese als Racemat vor.
| Stereoisomere von 2-Methylglutarsäure |                           |                           |
| Name                                  | R-(−)-2-Methylglutarsäure | S-(+)-2-Methylglutarsäure |
| Strukturformel                        |                           |                           |
| CAS-Nummer                            | 1115-81-7                 | 1115-82-8                 |
| CAS-Nummer                            | 617-62-9 (unspez.)        |                           |
| PubChem                               | 6950149                   | 3246694                   |
| PubChem                               | 12046 (unspez.)           |                           |
| Wikidata                              | Q27236479                 | Q27276967                 |
| Wikidata                              | Q22329225 (unspez.)       |                           |

## Anwendungen

### Diester
Diester der 2-Methylglutarsäure, wie z. B. Dimethyl-2-methylglutarat werden als nichtflüchtige und nichtentflammbare, bioabbaubare Lösungsmittel in Reinigern für Anwendungen in der Industrie, wie z. B. in der Textilreinigung, aber auch im Haushalt und in der Kosmetik vermarktet.

### Esteramide
Aus dem Diester der 2-Methylglutarsäure – bei der industriellen Umsetzung bevorzugt aus den Diestern des bei der Hydrocarboxylierung von Butadien mit CO anfallenden Dicarbonsäuregemischs – lässt sich in hoher chemischer Selektivität bei Temperaturen zwischen 20 und 50 °C in Gegenwart von Natriummethanolat in Methanol mit Dimethylamin in 96%iger Ausbeute ein Esteramidgemisch herstellen, das als Lösungsmittel, z. B. für Formulierungen von Pflanzenschutzmitteln, interessante Eigenschaften aufweist. Die Patentanmeldung beschreibt auch die alternative Synthese des aus 2-Methylglutarsäure über sein cyclisches 2-Methylglutarsäureanhydrid gebildeten Esteramidgemischs, das zunächst mit Methanol zum Monomethylester umgesetzt wird, dessen Carbonsäurefunktion mit Thionylchlorid in ein Carbonsäurechlorid überführt wird, die anschließend mit Dimethylamin zum Esteramid reagiert. Die Reihenfolge kann auch umgekehrt und das cyclische Anhydrid zuerst mit Dimethylamin zur Reaktion gebracht werden.

### Polyester
2-Methylglutarsäure kann auch als Dicarbonsäure-Komponente neben Adipinsäure zur Herstellung aliphatischer Polyester eingesetzt werden, die sich durch die fehlende Bildung von störenden cyclischen Oligomeren auszeichnen und sich zur Herstellung bioabbaubarer Fasern, Folien und Gegenstände eignen.

### Polyamide
Hexamethylendiamin polykondensiert mit 2-Methylglutarsäure bei 210 °C in Gegenwart von Natriumhypophospit als Wärmestabilisator zu Polyamiden.